# Chola
Vương triều Chola (tiếng Tamil: சோழர் [ˈt͡ʃoːɻə]) là một triều đại của người Tamil và là một trong số các triều đại cai trị lâu dài nhất tại Nam Ấn Độ. Các tài liệu tham khảo sớm nhất về triều đại Tamil này được viết từ thế kỷ thứ 3 TCN dưới sự cho phép của A Dục Vương của đế quốc Maurya, triều đại tiếp tục tồn tại cho đến thế kỷ 13.
Trung tâm của vương triều Chola là vùng thung lũng màu mỡ của sông Kaveri, song vương triều này đã cai trị một khu vực lớn hơn rất nhiều vào thời đỉnh cao-cuối thế kỷ thứ 9 cho đến đầu thế kỷ 13. Toàn bộ vùng đất ở phía nam của sông Tungabhadra đã được thống nhất và quản lý bởi một nhà nước trong một thời kỳ hơn hai thế kỷ. Dưới thời trị vì của Rajaraja Chola I và con trai là Rajendra Chola I, vương triều đã trở thành một thế lực quân sự, kinh tế và văn hóa tại Nam Á và Đông Nam Á.
Vào thời kỳ 1010–1200, lãnh thổ Chola trải dài từ quần đảo Maldives ở phía nam cho đến bờ sông Godavari tại Andhra Pradesh. Rajaraja Chola đã chinh phục bán đảo Nam Ấn Độ, sáp nhập nhiều phần tại Sri Lanka ngày nay và chinh phục các hòn đảo của Maldives. Rajendra Chola đã cử một đội viễn chinh đến Bắc Ấn Độ và giành được chiến thắng, đội quân đã đến sông Hằng và đánh bại người cai trị Pala là Mahipala. Ông cũng xâm lược thành công các vương quốc ở quần đảo Mã Lai. Vương triều Chola đã đi đến chỗ suy sụp vào đầu thế kỷ 13 với sự nổi lên của vương triều Pandya, và vương triều mới này cuối cùng đã khiến Chola sụp đổ.
Vương triều Chola đã để lại một di sản lâu dài. Sự bảo trợ của họ với văn hóa Tamil và lòng nhiệt thành của họ trong việc xây cất các ngôi đền đã tạo điều kiện cho sự ra đời của một số tác phẩm văn học và kiến trúc Tamil vĩ đại. Các quốc vương Chola mong muốn những ngôi chùa trong đế quốc của mình không chỉ là nơi thờ phụng mà còn là các trung tâm của hoạt động kinh tế. Họ đã đi tiên phong trong việc hình thành một chính phủ tập trung quyền lực và lập ra một bộ máy quan lại để phục tùng.